# Sporormia leptosphaerioides
Sporormia leptosphaerioides är en svampart som beskrevs av Speg. 1879. Sporormia leptosphaerioides ingår i släktet Sporormia och familjen Sporormiaceae.   Inga underarter finns listade i Catalogue of Life.